# Рябово (Вікуловський район)
Ря́бово (рос. Рябово) — село у складі Вікуловського району Тюменської області, Росія.
Населення — 261 особа (2010, 391 у 2002).
Національний склад станом на 2002 рік:
- росіяни — 96 %